# 日産ユーズドカーセンター
株式会社日産ユーズドカーセンター（にっさんユーズドカーセンター）とは、日産自動車グループの中古車買取、販売会社である。

## 沿革
- 1970年（昭和45年）1月28日 - 日産自動車全額出資により株式会社日産ユーズドカーセンターを設立。資本金は1億円。
- 1971年（昭和46年）1月 - 府中営業所を開設。
- 1976年（昭和51年）3月 - 武蔵境営業所、サービス工場を開設。
- 1978年（昭和53年）
  - 4月 - 資本金を3億円に増資。相模原営業所を開設。
  - 12月 - 府中サービス工場、立川営業所を開設。
- 1979年（昭和54年）
  - 7月 - 日産オートオークション東京（NAA東京）を開設。
  - 9月 - 日産オートオークション大阪（NAA大阪）を開設。
  - 12月 - 日産オートオークション広島（NAA広島）を開設。
- 1980年（昭和55年）
  - 8月 - 仙台営業所、日産オートオークション仙台（NAA仙台）を開設。
  - 10月 - 福岡営業所、日産オートオークション福岡（NAA福岡）を開設。
- 1981年（昭和56年）4月 - 日産オートオークション名古屋（NAA名古屋）を開設。
- 1982年（昭和57年）4月 - 日産オートオークション静岡（NAA静岡）、日産オートオークション北陸（NAA北陸）を開設。
- 1983年（昭和58年）
  - 6月 - 日産オートオークション札幌（NAA札幌）を開設。NAA名古屋会場を愛知県西春日井郡西春町に移転新設。
  - 11月 - NAX（日産圏中古車交換会）を東京、近畿、中四国、九州に開設。
- 1984年（昭和59年）9月 - NUCオートオークション東京（NUCAA東京）を開設。
- 1985年（昭和60年）
  - 2月 - NUCオートオークション沖縄（NUCAA沖縄）を開設。
  - 7月 - NAA東京会場及び本社屋を千葉県浦安市東野1丁目28番14号に新築移転。
- 1986年（昭和61年）4月 - NUCオートオークション大阪（NUCAA大阪）を開設。
- 1987年（昭和62年）
  - 4月 - 新NAX（コンピュータによる車両交換会）を開設。
  - 10月 - NUCオートオークション名古屋（NUCAA名古屋）を開設。
- 1989年（平成元年）1月 - N'sファクトリー草加を開設。
- 1990年（平成2年）
  - 1月 - NAA大阪会場を大阪市大正区に移転新設。
  - 9月 - 資本金を4億8千万円に増資。
- 1991年（平成3年）7月 - 東京センター事務所を新築移転。
- 1993年（平成5年）9月 - NAA名古屋会場を愛知県小牧市に新築移転。
- 1994年（平成6年）
  - 2月 - NUCAA沖縄会場を沖縄県浦添市に新築移転。
  - 7月 - NUCAAPART-IIを開設。
  - 10月 - 販売本部、サービス本部、商品化工場を統合し、荻窪事務所を新設。
- 1996年（平成8年）11月 - 衛星回線を利用したTV-NAAの開設。
- 1997年（平成9年）1月 - TV-NAXの開設。
- 1999年（平成11年）
  - 11月 - NAA東京会場及び本社屋を神奈川県座間市広野台2丁目10番2号に新築移転。
  - 12月3日 - カレスト座間をオープン、カレスト座間内にUカーマーケット及び買取センターを開設。
- 2001年（平成13年）6月 - インターネット・オークション（NAAネットサービス）開設。
- 2003年（平成15年）4月 - ライブ・オート・オークション「日産ハイブリッドAA」開設。
- 2004年（平成16年）1月 - 株式会社オーサカオークションと合併、会場を摂津に移転。
- 2007年（平成19年）
  - 1月3日 - 日産自動車村山工場跡地のカレスト村山に併設する形でカーミナル東京をオープン[1]。
  - 6月 - 入札会電子化、「NAAケイタイ入札会」を開設。
- 2009年（平成21年）6月 - ライブ・オート・オークション「NA@BID（ナビット）」へ全面刷新。同時に株式会社オークネットと提携し、同社ならびに子会社アイオークの入札システムに接続。
- 2012年（平成24年）9月30日 - カーミナル東京を閉店[2]。
- 2018年（平成30年）3月 - NAA東京会場及び本社屋を神奈川県横浜市鶴見区大黒町6番1号に新築移転。

## 事業所

### 販売拠点
- NISSAN U-CARS日産ユーズドカーセンター 相模原
  - 相模原営業所 販売グループ - 神奈川県相模原市中央区高根1-13-7

### オートオークション会場
- 東京会場 - 神奈川県横浜市鶴見区大黒町6番1号
- 名古屋会場 - 愛知県小牧市大字村中字向田551番地
- 大阪会場 - 大阪府摂津市一津屋3丁目12番1号